# Isopogon longifolius
Isopogon longifolius är en tvåhjärtbladig växtart som beskrevs av Robert Brown. Isopogon longifolius ingår i släktet Isopogon och familjen Proteaceae. Inga underarter finns listade i Catalogue of Life.